# Пам'ятники Дрогобича
У Дрогобичі встановлено 14 пам'ятників, що вшановують діячів національної історії, науки та культури — Тарасові Шевченку, Іванові Франку, Василю Стефанику, Юрію Дрогобичу, Степанові Бандері, В'ячеславові Чорноволу. Є пам'ятник-погруддя (імовірно, найстаріший у місті — 1892) діячеві польської культури Адаму Міцкевичу, а також Папі Римському, поляку за походженням Івану Павлу II, встановлений у 2007 році; релігійне спрямування має і пам'ятний знак на честь 2000-ліття Різдва Христового. У місті споруджено 7 меморіальних комплексів про трагічні події історії XX століття — могила жертв репресій, пам'ятний знак на честь воїнів, які загинули в Афганістані, поховання радянських воїнів (меморіал Слави).Також у місті встановлено щонайменше 86 пам'ятних таблиць.
Більшість міських пам'ятників були встановлені у Дрогобичі вже за незалежності України (від 1991 року).
| Назва                                              | Розташування, координати | Фото | Короткі відомості |
| Юрію Дрогобичу                                     | Площа Замкова гора, 2, перед дзвіницею костелу святого Варфоломія 49°21′07″ пн. ш. 23°30′16″ сх. д. / 49.35185° пн. ш. 23.504418° сх. д.                                                               |      | 1999 рік. Автори — Євген Безніско та Теодозія Бриж,. |
| Степанові Бандері                                  | В однойменному парку 49°21′12″ пн. ш. 23°30′32″ сх. д. / 49.353221° пн. ш. 23.508886° сх. д. |      | Повнофігурний пам'ятник Степану Бандері на постаменті відкрито 14 жовтня 2001 року. |
| Тарасові Шевченку                                  | Перед готелем «Тустань» 49°21′14″ пн. ш. 23°30′29″ сх. д. / 49.35378° пн. ш. 23.507961° сх. д. |      | |
| Іванові Франку                                     | Вулиця Івана Франка. Перед Народним домом 49°21′17″ пн. ш. 23°30′10″ сх. д. / 49.354657° пн. ш. 23.502827° сх. д.                                                                                      |      | Пам'ятник Іванові Франку біля Народного дому. |
| Папі Іванові Павлу ІІ                              | Перед центральним входом костелу святого Варфоломія 49°21′11″ пн. ш. 23°30′15″ сх. д. / 49.353057° пн. ш. 23.504109° сх. д.                                                                            |      | Встановлений на День Незалежності 24 серпня 2007 року. |
| Адамові Міцкевичу                                  | На вулиці Шевченка між приміщеннями педуніверситету та філармонії 49°21′13″ пн. ш. 23°30′05″ сх. д. / 49.353537° пн. ш. 23.501459° сх. д.                                                              |      | Встановлений в 1898 році. |
| Василеві Стефанику                                 | Між Катедральним собором Пресвятої Трійці та вулицею Гончарською, 11 49°21′01″ пн. ш. 23°30′19″ сх. д. / 49.350399° пн. ш. 23.505144° сх. д.                                                           |      | Встановлений у 1986 році. |
| Пам'ятник воїнам-афганцям «Смуток»                 | Вулиця Шевченка, ліворуч від вілли Яроша 49°21′12″ пн. ш. 23°30′03″ сх. д. / 49.353233° пн. ш. 23.500963° сх. д.                                                                                       |      | У війні в Афганістані загинуло 3280 українців, серед яких — 12 дрогобичан. Це Анатолій Герцан, Григорій Толстой, Степан Прінда, Василь Микосовський, Володимир Вороняк, Олександр Богонос, Михайло Прухницький, Віктор Пенделяк, Роман Данилків, Валерій Аладьїн, Анатолій Шилов, Дмитро Петров. 31 мешканець Дрогобиччини зазнав поранень. Автором пам'ятника «Смуток» є відомий скульптор, викладач кафедри образотворчого мистецтва та дизайну художнього факультету Прикарпатського університету ім. В. Стефаника Богдан Гладкий. |
| «Борцям за волю України» (2000-ліття християнства) | На розі вулиць Івана Франка, Лесі Українки та Січових Стрільців 49°21′20″ пн. ш. 23°29′51″ сх. д. / 49.355489° пн. ш. 23.497522° сх. д.                                                                |      | Пам'ятник 2000-ліття християнства встановлено у 2000 році. |
| Меморіал «Стіна плачу»                             | вулиця Ковальська 49°21′08″ пн. ш. 23°30′25″ сх. д. / 49.352091° пн. ш. 23.507078° сх. д. |      | Пам'ятник дрогобичанам, загиблим в результаті репресій під час Другої світової війни. Поставлено за радянських часів(1974 рік). Таким чином комуністична влада нібито віддавала шану дрогобичанам, в першу чергу євреям, винищеним гітлерівцями. Але євреї під час окупації жили в гетто, їм було заборонено ходити центральними вулицями, а знищували їх в Броницькому лісі. Навпроти готелю та ресторану «Європа» справді розстріловали й вішали здебільшого українських повстанців і меншою мірою поляків, але це місце — метрів на 50 ближче до площі Ринок. |
| Меморіал «Вічний вогонь»                           | На перетині вулиць Івана Франка та Самбірської 49°21′22″ пн. ш. 23°29′48″ сх. д. / 49.355975° пн. ш. 23.496669° сх. д.                                                                                 |      | Меморіал пам'яті жертв німецько-радянської війни. Побудований у 1974 році. За ідеєю — поховання воїнів Червоної армії, які загинули, визволяючи місто. Фактично значних боїв за Дрогобич не було, за винятком кількагодинного зранку 6 серпня 1944 року в районі нафтопереробного заводу. За свідченнями дрогобичан старшого покоління, в цьому місці ховали співробітників підрозділів НКВС—МВС та НКДБ—МДБ—КДБ, які загинули в післявоєнний період у боях з борцями за незалежну Україну. Серед могил траплялися поховання навіть 1953 року. Тому під час будівництва на плитах викарбувані тільки прізвища похованих, але відсутні дати смерті та номери частин, які були до того.                                     |
| В'ячеславові Чорноволу                             | Вулиця Шевченка, перед приміщенням центральної бібліотеки для дорослих, яка носить його ім'я. 49°21′13″ пн. ш. 23°30′00″ сх. д. / 49.353546° пн. ш. 23.499887° сх. д.                                  |      | Погруддя Героєві України (звання присвоєно 21 серпня 2000 року), лідерові Народного Руху України Вячеславу Чорноволу відкрито 5 квітня 2009 року. У відкритті взяли участь Голова Народного Руху України Борис Тарасюк, дружина Вячеслава Максимовича Атена Пашко, сестра В. Чорновола Валентина Чорновіл, лідер фракції «Рух» у Дрогобицькій міськраді Ростислав Стецівка, міська влада та громадськість. Єпископ Самбірсько — Дрогобицької єпархії Української Греко-Католицької Церкви Юліан (Вороновський) благословив громаду та освятив погруддя. З вітальними словами виступили голова НРУ Борис Тарасюк, Атена Пашко та Валентина Чорновіл.                                                                       |
| «Колона Свободи»                                   | Вулиця 22 січня. Перед будівлею райради та райдержадміністрації Дрогобицького району. 49°21′31″ пн. ш. 23°30′35″ сх. д. / 49.358595° пн. ш. 23.509774° сх. д.                                          |      | Колона свободи або пам'ятник Помаранчевій революції. Встановлено у листопаді 2005 року в першу річницю події на кошти мешканців Дрогобиччини, зібрані під час революції і не використані в 2004 році. |
| Григорію Геврику                                   | Вулиця Горішня Брама 49°20′57″ пн. ш. 23°29′22″ сх. д. / 49.349115° пн. ш. 23.489459° сх. д. |      | У 1970 р. споруджено пам'ятник. Серед дрогобичан старшого покоління ще з радянських часів популярна версія, що Геврик до мобілізації в Червону Армію був членом ОУН-УПА та добровольцем дивізії «Галичина»,. |
| Григорію Геврику                                   | Вулиця Зварицька. Перед будівлею школи № 5. |      | Бюст Григорія Геврика перед школою № 5, у якій до 1941 року він навчався і яка в повоєнні радянські часи носила його ім'я. Встановлений 1970 року. Скульптори Валентин Подольський, Валентин Борисенко. |
| Івану Васильєву                                    | Спочатку поставлено на площі Ринок біля ратуші навпроти центральної аптеки. За незалежної України перенесено до Вічного вогню. 49°21′22″ пн. ш. 23°29′49″ сх. д. / 49.356013° пн. ш. 23.496808° сх. д. |      | Член Військової ради 1-ї гвардійської армії генерал-майор Іван Васильович Васильєв загинув 11 серпня 1944 року неподалік села Кринтята. За офіційною версією — з метою оволодіння населеним пунктом на річці Стрий, але не згадується, проти кого. Нема даних і у відповідній статті російської Вікіпедії. За неофіційними даними — в бою проти ОУН-УПА. Пам'ятник встановлено 13 серпня 1944 року. Указом Президії Верховної Ради СРСР від 29 червня 1945 року за зразкове виконання бойових завдань командування на фронті боротьби з німецько-фашистським загарбниками і проявлені при цьому мужність і героїзм гвардії генерал-майору Васильєву Івану Васильовичу посмертно присвоєно звання Героя Радянського Союзу. |
| Меморіал «Тюрма на Стрийській»                     | На подвір'ї Дрогобицького педуніверситету по вулиці Стрийській, 3 49°21′09″ пн. ш. 23°30′46″ сх. д. / 49.352368° пн. ш. 23.512794° сх. д.                                                              |      | Меморіал «Тюрма на Стрийській» відкрито 12 липня 2012 року. Розпочато роботи по створенню експозиції в приміщеннях університету. |
| Скульптурна композицію «Повернення воїна АТО»      | Навпроти торгового центру «Гетьман» (вулиця Малий Ринок, 11/1) 49°21′10″ пн. ш. 23°30′24″ сх. д. / 49.3529123° пн. ш. 23.5066971° сх. д.                                                               |      | 15 жовтня 2017 року. Автор — скульптор Тарас Данилюк. |

## Світлини

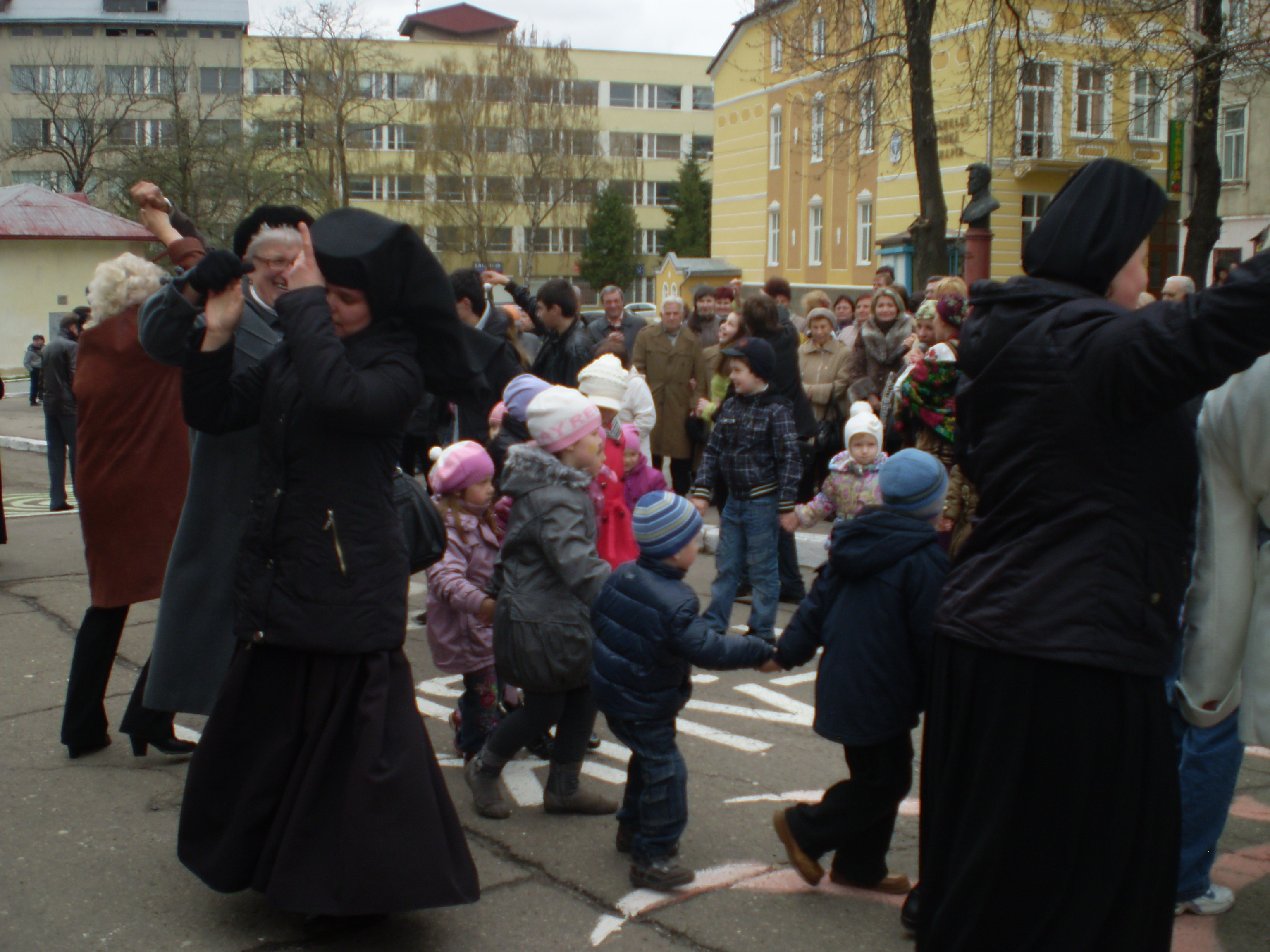
Святкова гаївка на вулиці перед собором Пресвятої Трійці. На задньому плані — пам'ятник Василю Стефанику.
Дитячий колектив загальноосвітньої школи № 1 (Дрогобич) виступає біля пам’ятника Тарасу Шевченку.
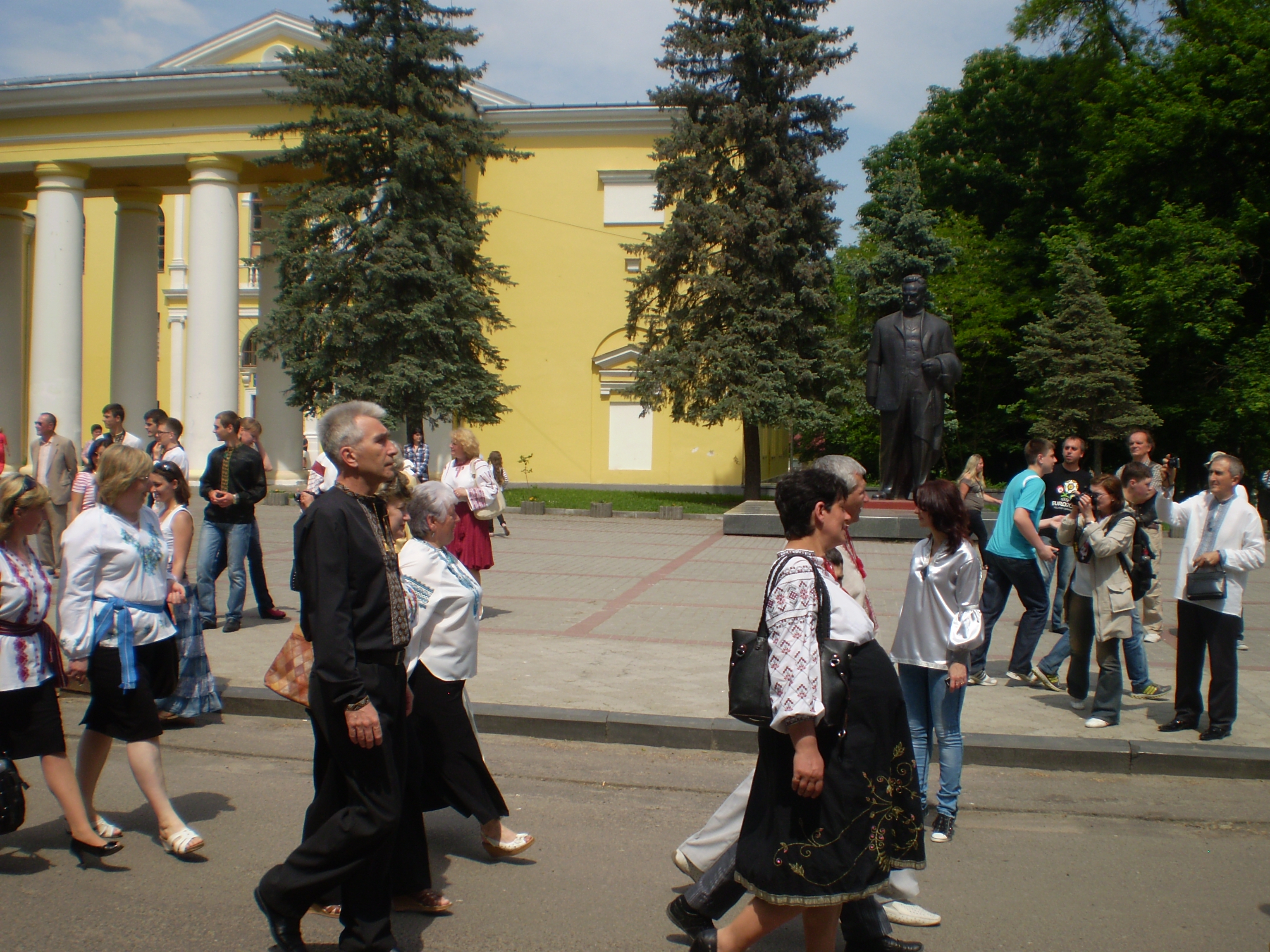
Пам'ятник Іванові Франку біля Народного дому. Марш учасників Вишиванка-фест 20 травня 2012 року.